# 冒険 (須賀響子の曲)
『冒険』（ぼうけん）は、1995年1月21日に発売された、日本の歌手・須賀響子の2ndシングル。発売元はビクターエンタテインメント。
デビューアルバム「きっとこれからも」からシングルカットされた。

## 収録曲
| #  | タイトル                               | 作詞     | 作曲     |
| -- | -------------------------------------- | -------- | -------- |
| 1. | 「冒険」                               | 並河祥太 | 並河祥太 |
| 2. | 「WINTER DREAM」                       | 尾関昌也 | 尾関昌也 |
| 3. | 「冒険」(オリジナル・カラオケ)         | 並河祥太 | 並河祥太 |
| 4. | 「WINTER DREAM」(オリジナル・カラオケ) | 尾関昌也 | 尾関昌也 |